# Géographie du Royaume-Uni
Le Royaume-Uni est un pays insulaire situé à l'ouest de l'Europe occidentale. Il comprend l'île de Grande-Bretagne (Angleterre, Écosse et Pays de Galles) et le sixième du nord-est de l'île d'Irlande (Irlande du Nord), ainsi que plusieurs petites îles et archipels. Cet article géographique exclut les territoires britanniques d'outre-mer ainsi que Man et les îles Anglo-Normandes.

## Les îles qui composent le Royaume-Uni
Le Royaume-Uni est entouré par la mer du Nord à l'est et l'océan Atlantique à l'ouest.
On estime à environ 1100 le nombre total d'îles qui constituent le Royaume-Uni de Grande-Bretagne et d'Irlande du Nord. Certaines petites îles, appelées crannogs, ont été créées par l'homme au large de l'Écosse et de l'Irlande du Nord.
- Îles d'Angleterre : Lundy, Îles Scilly, Île de Wight, Îles Farne, Lindisfarne
- Îles d'Écosse : Îles Orcades, Shetland, Hébrides intérieures, Hébrides extérieures, Rockall
- Îles du pays de Galles : Anglesey
- Îles d'Irlande du Nord : île de Rathlin

## Hydrographie

### Cours d'eau
Le plus long fleuve du Royaume-Uni est la Severn (354 km) qui prend sa source au pays de Galles puis traverse l'Angleterre occidentale.
Les plus longs fleuves coulant entièrement dans chacune des nations le constituant sont :
- Angleterre : La Tamise (346 km)
- Écosse: La Tay (188 km)
- Irlande du Nord: La Rivière Bann (122 km)
- Pays de Galles: La Towy (103 km)

### Lacs du Royaume-Uni
- Le plus grand lac du Royaume-Uni est le Lough Neagh (392 km2), en Irlande du Nord.
- Le plus profond est le Loch Morar, situé en Écosse avec une profondeur maximale de 337 mètres (Le Loch Ness est second avec une profondeur de 228 m).

## Les montagnes du Royaume-Uni
Principaux sommets :

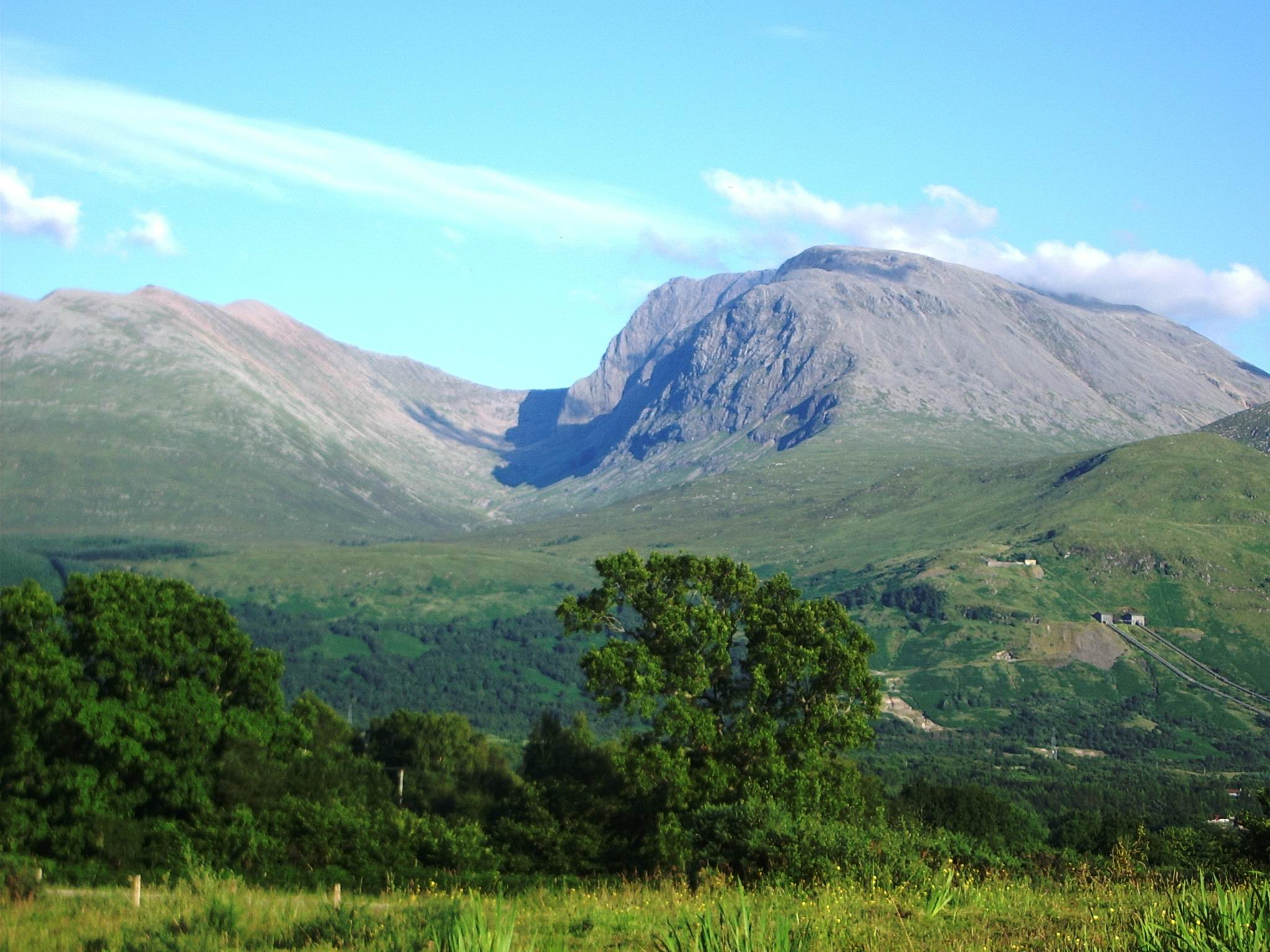
Le Ben Nevis, plus haut point du Royaume-Uni

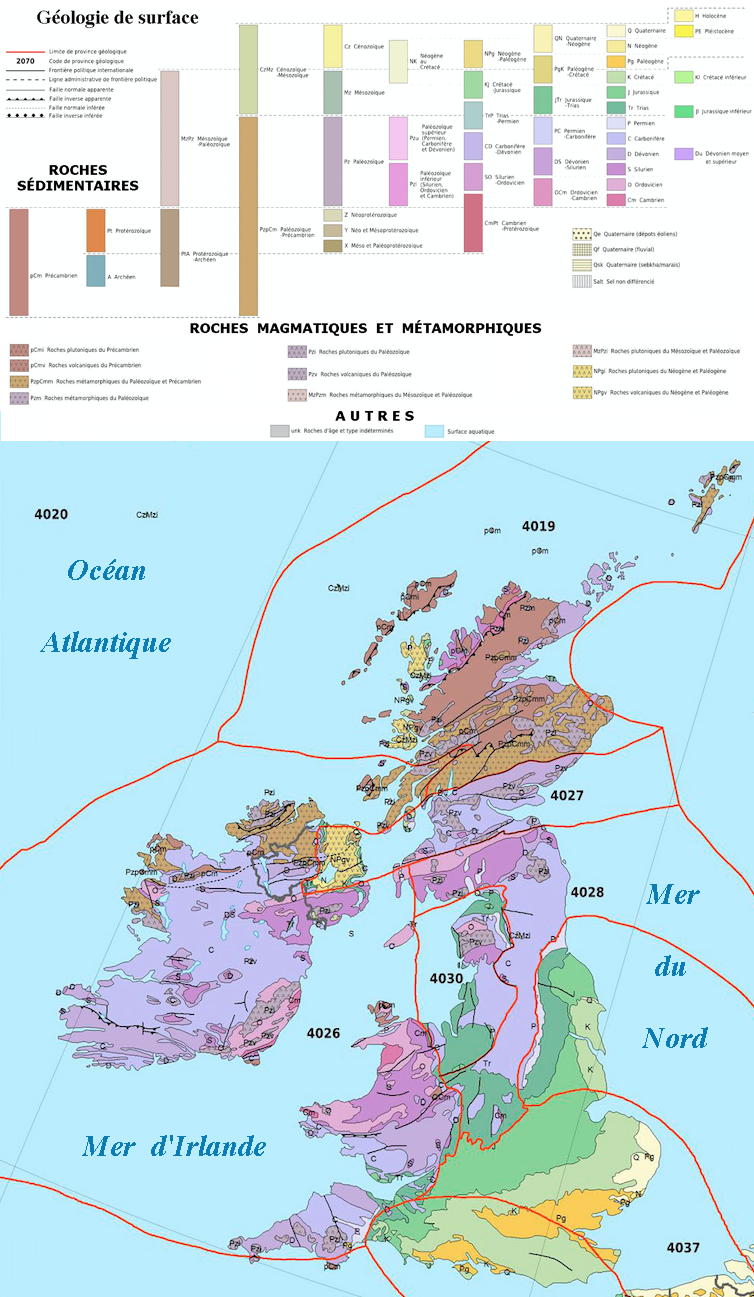
Géologie du Royaume-Uni

- Écosse : Ben Nevis (monts Grampians, 1345 mètres)
- Pays de Galles : mont Snowdon (monts Cambriens, 1 085 mètres)
- Angleterre : Scafell Pike (Lake District, 978 mètres)
- Irlande du Nord : Slieve Donard (monts Mourne, 852 mètres)

Massifs montagneux :
- Écosse : Cairngorms, monts Cheviot, Highlands, Southern Uplands
- Pays de Galles : Brecon Beacons, monts Cambriens, Snowdonia
- Angleterre : Chilterns, Cotswolds, Dartmoor, Exmoor, Lake District, collines de Malvern, collines de Mendip, North Downs, Peak District, Pennines, Salisbury Plain, South Downs, Shropshire Hills
- Irlande du Nord : monts Mourne, plateau d'Antrim, les Sperrins

## Climat
Le climat du Royaume-Uni est tempéré. Le climat au sud du pays est plus doux qu'au nord, et l'ouest plus humide que l'est. 
Le pays subit l'influence du Gulf Stream, qui crée une douceur climatique peu courante sous ces latitudes.
Les précipitations annuelles varient de 553 mm à Cambridge jusqu'à 3 000 mm  dans les Highlands.
La température la plus élevée mesurée au Royaume-Uni est de 38,5 °C à Brogdale, le 10 août 2003 ; la plus basse est −27,2 °C, atteinte à trois reprises : à Braemar en Écosse, le 11 février 1895 et le 10 janvier 1982, et à Altnaharra en Écosse, le 30 décembre 1995.